# Hookeria acutifolia
Hookeria acutifolia là một loài Rêu trong họ Hookeriaceae. Loài này được Hook. & Grev. mô tả khoa học đầu tiên năm 1825.